# Dion (Beauraing)
Pour les articles homonymes, voir Dion.
Dion est une section de la ville belge de Beauraing située en Wallonie dans la province de Namur. 
C'était une commune à part entière avant la fusion des communes de 1977. Dion se divise en Dion-le-Mont et Dion-le-Val.
Le village est bâti sur les hauteurs de Meuse, en bordure immédiate de la frontière française.

## Étymologie
Dion viendrait du mot celtique « dionos » corruption de l'adjectif « devonos », divin, sacré. En latin, Devona, Divona sont des vocables attribués à des cours d'eau sacrés. Dion, en latin, « Diona, Diviniu » doit son nom et son origine à une source ou fontaine consacrée à une divinité.
Le site de Dion remonte à l'époque gallo-romaine, il a livré d'importants amas de scories antiques parmi lesquelles on a trouvé une tête de soldat romain en fonte coulée, preuve de la présence d'artisans du métal de notre région durant les premiers siècles de notre ère.

## Géographie
Dion est situé sur la grande bande calcaire de la Calestienne s'étendant localement de Givet à Beauraing. Cette zone de calcaire renferme une multitude de petits filons de minerai de fer exploités depuis les temps les plus reculés à Dion, y laissant des amas de scories. La richesse des gisements, l'excellente qualité du métal et l'éloignement d'autres centres de production avaient amené au IIe siècle de notre ère, un développement important de l'industrie du fer dans la Province de Namur.

## Évolution démographique
- Source: DGS, 1831 à 1970=recensements population, 1976= habitants au 31 décembre

## Histoire
L'implantation humaine s'y est maintenue comme en témoigne le cimetière mérovingien à inhumation jouxtant le cimetière gallo-romain à incinération repéré le long de l'ancienne route menant de Givet (France) à Pondrôme.
Les deux Dion (Dion-le-Mont et Dion-le-Val) subissent au XVIIe siècle, de nombreuses dévastations dues aux luttes endémiques entre la France et l'Espagne. Ces villages sont cédés à la France par le traité de Nimègue (1678), restitués ensuite aux Pays-Bas en 1699 par la Convention de Lille. Dion fut érigée en commune à la Révolution française.

## Patrimoine et culture

### Patrimoine architectural
- Le Tienne de Dion est un site de grand intérêt biologique.
- L'église Saint-Martin du village possède un confessionnal de style Renaissance.
- Une ferme du XVIIIe siècle, jadis occupée par des moines.

## Galerie

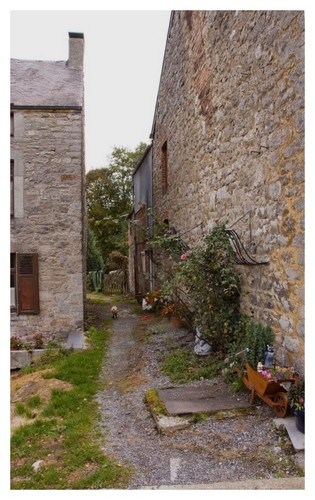
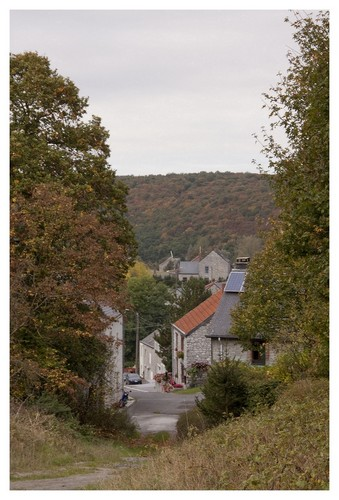

## Économie
La vie économique est dominée par l'agriculture ; l'élevage s'intensifiant tout au long du XIXe siècle, axé sur les moutons puis les bovidés. Le secteur secondaire y est absent, hormis une briqueterie implantée en 1896 mais dont on perd la trace par la suite.